# Грибовский, Роман Ильич
Рома́н Ильи́ч Грибо́вский (1881—1940) — русский офицер-артиллерист, полковник  (1915), участник обороны Порт-Артура (1904), участник Первой мировой и Гражданской войн.

## Биография
Из дворян рода Грибовские. Родился в Санкт-Петербургской губернии 3 (15) ноября 1881 года. Сын коллежского советника.
Общее образование получил в Санкт-Петербурге, в Александровском кадетском корпусе, затем вступил в военную службу и в августе 1902 года окончил в Санкт-Петербурге Константиновское артиллерийское училище, с производством в подпоручики и с назначением на службу в 6-ю артиллерийскую бригаду, расквартированную в городе Остров Ломжинской губернии. В декабре 1903 года переведен в 37-ю артиллерийскую бригаду (Селищенские и Масленницкие казармы близ Чудово, Новгородской губернии).
Участник Русско-японской войны. С началом войны командирован вместе с 1-й батареей 37-й артиллерийской бригады в крепость Порт-Артур, на формирования 7-го Восточно-Сибирского стрелкового артиллерийского дивизиона, в состав которого был переведен в феврале 1904 года.
Участник обороны Порт-Артура. В бою у Цзиньчжоу 13 мая 1904 года занимал позицию на Товашинских (Тафашинских) высотах в составе 1-й батареи 7-го Восточно-Сибирского стрелкового артиллерийского дивизиона. С 13 по 15 июля 1904 года участвовал с 1-й полубатареей в боях на Шининзинском перевале, 17 июля 1904 года участвовал в бою на Волчьих горах. За героизм, проявленный в бою 19 декабря 1904 года, был награждён орденом Святого Георгия 4-й степени.
После сдачи крепости Порт-Артур, с 23 декабря 1904 года по 19 ноября 1905 года был в плену у японцев (время пребывания в плену засчитано за действительную службу). 22 марта 1905 года, за отличия в делах против японцев, был награждён производством в поручики.
20 ноября 1905 года прибыл из Японии на пароходе «Тамбов» во Владивосток. В мае 1906 года переведен из бывшего 7-го Восточно-Сибирского стрелкового артиллерийского дивизиона, в котором числился, в 23-ю артиллерийскую бригаду, расквартированную в Гатчине. В сентябре 1909 года произведен в штабс-капитаны.
12 августа 1911 года переведен штабс-капитаном в Лейб-гвардии Роту дворцовых гренадер (Санкт-Петербург).
В 1914 году окончил в Санкт-Петербурге курс Офицерской электротехнической школы по 1-му разряду.

### Первая мировая война
Участник в Первой мировой войны. В июле 1914 года был переведен в 23-ю артиллерийскую бригаду капитаном. В марте 1915 года, за отличия в делах против неприятеля, произведен в подполковники, в декабре того же года — в полковники.
В январе 1916 года полковник Грибовский был назначен командующим 1-й батареей 23-й артиллерийской бригады, в октябре того же года — командиром 2-го дивизиона 43-й артиллерийской бригады.
В апреле 1917 года отчислен, по болезни, от занимаемой должности, с назначением в резерв чинов при штабе Киевского военного округа.

### Гражданская война
После Октябрьской революции 1917 года и распада Российской империи, в 1918 году служил в чине полковника в армии Украинской державы гетмана Скоропадского. С 30 сентября 1918 года — помощник командира 3-й лёгкой артиллерийской бригады.
После падения в конце 1918 года режима гетманства, с 1919 года  участвовал в «белом» движении в составе ВСЮР. С февраля 1920 года — командир 2-й батареи одесского Сергиевского артиллерийского училища, с весны 1920 — командир дивизиона того же училища; в Русской армии Врангеля — до эвакуации Крыма в ноябре 1920 года.

### В эмиграции
Полковник Грибовский эвакуирован из Севастополя на транспорте «Херсонес» (затем на остров Проти на судне «Кизил Ермак», в Катарро (Югославия) на судне «Истерн-Виктор»); участник «Галлиполийского сидения» в лагерях на Галлипольском полуострове, близ Галлиполи.
С апреля 1922 года находился в Болгарии, с осени 1925 года — в Югославии, в составе эвакуированного Сергиевского артиллерийского училища; был членом Общества русских офицеров-артиллеристов.
Умер 9 апреля 1940 года в Тузле (Босния и Герцеговина, Югославия).

## Награды
- Орден Святой Анны 4-й степени с надписью «За храбрость» (1905; утв. ВП от 11.09.1905, страница 14)
- Орден Святого Станислава 3-й степени с мечами и бантом (1905; утв. ВП от 11.09.1905, страница 21)
- Орден Святой Анны 3-й степени с мечами и бантом (1905; утв. ВП от 11.09.1905, страница 8)
- Орден Святого Станислава 2-й степени с мечами (ВП от 23.10.1905)
- Медаль «В память русско-японской войны» (серебряная, 1906)
- Орден Святого Георгия 4-й степени (ВП от 25.02.1907): …за отличный подвиг мужества и храбрости, выказанный им при защите крепости Порт-Артур 19-го декабря 1904 года, когда японцы открыли сильный сосредоточенный огонь по Большому Орлиному гнезду и четырёх-орудийная батарея противника громила Китайскую стенку, — он, вступив в командование полубатареей, смело начал борьбу с неприятелем и удачными выстрелами завалил амбразуры неприятельской батареи и привел её в молчание, а затем, видя обходное движение неприятеля, выкатил свои орудия на дорогу, на совершенно открытое место и губительным картечным огнём четыре раза отбрасывал противника, не допустив его выполнить своего намерения.[14]
- Золотое оружие с надписью «За храбрость» (утв. ВП от 20.05.1907), — за боевые отличия
- Медаль «В память 300-летия царствования дома Романовых» (1913)
- Крест «За Порт-Артур» (офицерский, 1914)
- Орден Святой Анны 2-й степени (08.08.1914; ВП от 29.08.1914), — за окончание в 1914 году, по 1-му разряду, курса Офицерской электротехнической школы
- Орден Святого Владимира 4-й степени с мечами и бантом (19.12.1914; ВП от 04.01.1915)
- Мечи к имеющемуся ордену Святой Анны 2-й степени (ВП от 22.02.1915)
- Орден Святого Владимира 3-й степени с мечами (ВП от 19.05.1916)